# 1921 w muzyce
Wydarzenia muzyczne w 1921 roku.

## Urodzili się
- 9 stycznia – Seymour Barab, amerykański wiolonczelista, kompozytor, organista i pianista (zm. 2014)
- 15 stycznia – Edward Statkiewicz, polski skrzypek i pedagog (zm. 1970)
- 16 stycznia
  - Gustaw Budzyński, polski akustyk, uczestnik powstania warszawskiego, kawaler Orderu Virtuti Militari (zm. 2018)
  - Halina Szymulska, polska śpiewaczka (sopran spinto) (zm. 1994)
- 18 stycznia – Henryk Debich, polski dyrygent i kompozytor, także aranżer i pedagog (zm. 2001)
- 22 stycznia – Arno Babadżanian, ormiański kompozytor i pianista (zm. 1983)
- 28 stycznia – Orazio Frugoni, włoski pianista koncertowy (zm. 1997)
- 31 stycznia
  - Carol Channing, amerykańska piosenkarka i aktorka (zm. 2019)
  - Mario Lanza, amerykański tenor i aktor pochodzenia włoskiego (zm. 1959)
- 5 lutego – John Pritchard, angielski dyrygent (zm. 1989)
- 6 lutego – Ernie Royal, amerykański trębacz jazzowy (zm. 1983)
- 7 lutego – Suzanne Chaisemartin, francuska organistka (zm. 2017)
- 11 lutego – Calvin Marsh, amerykański śpiewak operowy (baryton) (zm. 2012)
- 13 lutego – Jeanne Demessieux, francuska organistka i kompozytorka (zm. 1968)
- 18 lutego – Oskar Fielcman, rosyjski kompozytor muzyki filmowej (zm. 2013)
- 19 lutego – Konrad Bryzek, polski skrzypek, pedagog i dyrygent (zm. 1976)
- 20 lutego – Ruth Gipps, angielska kompozytorka, pianistka, oboistka, dyrygentka (zm. 1999)
- 24 lutego – Ingvar Lidholm, szwedzki kompozytor, dyrygent, skrzypek i pedagog (zm. 2017)
- 25 lutego – Zbigniew Jeżewski, polski pianista i pedagog (zm. 1997)
- 26 lutego – Betty Hutton, amerykańska aktorka i piosenkarka (zm. 2007)
- 28 lutego
  - Donal Henahan, amerykański krytyk muzyczny (zm. 2012)
  - Vladimír Sommer, czeski kompozytor (zm. 1997)
  - Laila Storch, amerykańska oboistka (zm. 2022)
- 2 marca – Brenda Lewis, amerykańska sopranistka, aktorka musicalowa i pedagog muzyczny (zm. 2017)
- 3 marca – Ireneusz Bogajewicz, polski muzyk, wirtuoz skrzypiec (zm. 2012)
- 4 marca
  - Halim El-Dabh, egipsko-amerykański kompozytor, muzyk, etnolog i pedagog (zm. 2017)
  - Kaljo Raid, estoński kompozytor i wiolonczelista (zm. 2005)
- 6 marca – Julius Rudel, amerykański dyrygent pochodzenia austriackiego (zm. 2014)
- 11 marca – Astor Piazzolla, argentyński kompozytor (zm. 1992)
- 12 marca
  - Ralph Shapey, amerykański kompozytor i dyrygent (zm. 2002)
  - Karol Teutsch, polski skrzypek i dyrygent (zm. 1992)
- 20 marca – Primož Ramovš, słoweński kompozytor (zm. 1999)
- 21 marca
  - Arthur Grumiaux, belgijski skrzypek (zm. 1986)
  - Antony Hopkins, angielski kompozytor, pianista, dyrygent (zm. 2014)
- 27 marca – Phil Chess, amerykański producent muzyczny (zm. 2016)
- 31 marca – Lowell Fulson, amerykański gitarzysta bluesowy (zm. 1999)
- 1 kwietnia
  - William Bergsma, amerykański kompozytor, dyrygent i krytyk muzyczny oraz pedagog (zm. 1994)
  - Arthur Smith, amerykański muzyk country (zm. 2014)
- 8 kwietnia – Franco Corelli, włoski śpiewak operowy (tenor bohaterski) (zm. 2003)
- 10 kwietnia – Sheb Wooley, amerykański aktor, pieśniarz (zm. 2003)
- 13 kwietnia – Dona Ivone Lara, brazylijska piosenkarka (zm. 2018)
- 18 kwietnia – Renata Zisman, polska pianistka i pedagog żydowskiego pochodzenia (zm. 1999)
- 22 kwietnia – Cándido Camero, kubański perkusista latin jazzowy znany z gry na bongosach (zm. 2020)
- 23 kwietnia – Paweł Leoniec, polski śpiewak operowy (tenor) (zm. 2017)
- 26 kwietnia – Jimmy Giuffre, amerykański klarnecista i saksofonista jazzowy (zm. 2008)
- 4 maja – Mircea Basarab, rumuński kompozytor i dyrygent (zm. 1995)
- 12 maja – Edward Mirzojan, ormiański kompozytor (zm. 2012)
- 13 maja – Denys Darlow, brytyjski dyrygent, kompozytor, organista; organizator festiwali muzyki dawnej (zm. 2015)
- 17 maja – Dennis Brain, angielski waltornista (zm. 1957)
- 18 maja – Witold Silewicz, polsko-austriacki kompozytor i kontrabasista (zm. 2007)
- 22 maja – Gustav Brom, czeski klarnecista jazzowy, dyrygent orkiestr tanecznych i kompozytor (zm. 1995)
- 23 maja – Humphrey Lyttelton, brytyjski trębacz i klarnecista jazzowy oraz dziennikarz muzyczny (zm. 2008)
- 25 maja
  - Hal David, amerykański autor tekstów piosenek, laureat nagrody Oscara za piosenkę „Raindrops Keep Fallin on My Head” z filmu Butch Cassidy i Sundance Kid (zm. 2012)
  - Kitty Kallen, amerykańska piosenkarka (zm. 2016)
  - Michaił Ziw, radziecki kompozytor muzyki filmowej (zm. 1994)
- 26 maja – Inge Borkh, niemiecka śpiewaczka operowa (sopran) (zm. 2018)
- 27 maja – Jetty Paerl, holenderska piosenkarka (zm. 2013)
- 2 czerwca – Marty Napoleon, amerykański pianista jazzowy (zm. 2015)
- 11 czerwca – Alexander Faris, północnoirlandzki kompozytor i dyrygent (zm. 2015)
- 15 czerwca – Erroll Garner, amerykański pianista i kompozytor jazzowy (zm. 1977)
- 22 czerwca – Joseph Hanson Kwabena Nketia, ghański etnomuzykolog i kompozytor (zm. 2019)
- 29 czerwca – Helena Harajda, polska muzykolog, fizyk, akustyk, profesor (zm. 2011)
- 3 lipca – Henry Stone, amerykański producent nagrań (zm. 2014)
- 4 lipca
  - Dudar Chachanow, osetyjski kompozytor i skrzypek (zm. 1995)
  - Tibor Varga, węgierski skrzypek, dyrygent i pedagog (zm. 2003)
- 7 lipca – Stanisław Wisłocki, polski kompozytor, dyrygent i pianista (zm. 1998)
- 20 lipca – Franciszek Walicki, polski dziennikarz muzyczny, publicysta, autor tekstów piosenek, działacz kulturalny, współtwórca wielu zespołów muzycznych, także kompozytor (zm. 2015)
- 24 lipca – Giuseppe Di Stefano, włoski śpiewak operowy (tenor) (zm. 2008)
- 25 lipca – Adolph Herseth, amerykański trębacz (zm. 2013)
- 1 sierpnia
  - Michał Bristiger, polski muzykolog pochodzenia żydowskiego, krytyk muzyczny, popularyzator muzyki, publicysta (zm. 2016)
  - Lili Chookasian, amerykańska śpiewaczka operowa urodzona w Armenii (zm. 2012)
- 2 sierpnia – Tadeusz Grabowski, polski muzyk ludowy (zm. 2025)
- 3 sierpnia – Richard Adler, amerykański kompozytor i autor tekstów, twórca popularnych musicali Broadwayowskich (zm. 2012)
- 4 sierpnia – Herb Ellis, amerykański gitarzysta jazzowy (zm. 2010)
- 7 sierpnia
  - Karel Husa, amerykański kompozytor i dyrygent czeskiego pochodzenia (zm. 2016)
  - Manitas de Plata, cygański wirtuoz gitary (zm. 2014)
- 8 sierpnia – Webb Pierce, amerykański piosenkarz country (zm. 1991)
- 10 sierpnia – Agnes Giebel, niemiecka śpiewaczka operowa (sopran) (zm. 2017)
- 13 sierpnia
  - Louis Frémaux, francuski dyrygent (zm. 2017)
  - Mary Lee, szkocka piosenkarka (zm. 2022)
  - Jimmy McCracklin, amerykański muzyk bluesowy, pianista, wokalista i kompozytor (zm. 2012)
- 18 sierpnia – Matt Mattox, amerykański tancerz jazzowy i baletowy (zm. 2013)
- 20 sierpnia – Gloria Parker, amerykańska perkusjonistka grająca m.in. na harfie szklanej, marimbie, pianinie i skrzypcach; bandleaderka, kompozytorka (zm. 2022)
- 25 sierpnia – Monty Hall, kanadyjski aktor i piosenkarz, gospodarz popularnych programów telewizyjnych (zm. 2017)
- 31 sierpnia – Jerzy Michotek, polski aktor i piosenkarz, reżyser programów tv i estradowych (zm. 1995)
- 4 września – Ariel Ramírez, argentyński pianista i kompozytor (zm. 2010)
- 8 września – Hans Ulrich Engelmann, niemiecki kompozytor (zm. 2011)
- 9 września – Andrzej Dobrowolski, polski kompozytor i pedagog (zm. 1990)
- 14 września – Janusz Jędrzejczak, polski kompozytor i dyrygent (zm. 1985)
- 15 września – Sergio Bruni, włoski piosenkarz (zm. 2003)
- 16 września
  - Fritz Geißler, niemiecki kompozytor (zm. 1984)
  - Jon Hendricks, amerykański piosenkarz jazzowy, autor tekstów (zm. 2017)
- 21 września
  - Chico Hamilton, amerykański perkusista jazzowy (zm. 2013)
  - Jan Kusiewicz, polski śpiewak operowy (tenor) (zm. 2015)
  - Jimmy Young, angielski prezenter radiowy i piosenkarz (zm. 2016)
- 28 września – Walter Hautzig, amerykański pianista (zm. 2017)
- 29 września – Franny Beecher, amerykański gitarzysta rockowy, muzyk zespołu Bill Haley & His Comets (zm. 2014)
- 30 września – Pedro Knight, kubański trębacz (zm. 2007)
- 8 października – Jerzy Adamczewski, polski śpiewak operowy i operetkowy, pedagog (zm. 2006)
- 13 października – Yves Montand, francuski aktor filmowy i piosenkarz (zm. 1991)
- 19 października – Bogusław Klimczuk, polski kompozytor, pianista, dyrygent (zm. 1974)
- 21 października – Malcolm Arnold, angielski kompozytor (zm. 2006)
- 22 października – Georges Brassens, francuski bard, poeta i kompozytor (zm. 1981)
- 23 października – Denise Duval, francuska śpiewaczka operowa (sopran) (zm. 2016)
- 24 października – Sena Jurinac, austriacka śpiewaczka pochodzenia chorwackiego (sopran) (zm. 2011)
- 25 października – Fryderyk Sadowski, polski skrzypek, pedagog (zm. 1980)
- 27 października – Anestis Logotetis, austriacki kompozytor pochodzenia greckiego (zm. 1994)
- 1 listopada
  - Wadi as-Safi, libański piosenkarz i kompozytor (zm. 2013)
  - Jan Tausinger, czeski kompozytor i dyrygent (zm. 1980)
- 2 listopada – Pearl Carr, brytyjska wokalistka, uczestniczka Eurowizji 1959 (z mężem) (zm. 2020)
- 5 listopada – György Cziffra, francuski pianista pochodzenia węgierskiego (zm. 1994)
- 11 listopada – Barbara Muszyńska, polska piosenkarka i śpiewaczka (zm. 2002)
- 15 listopada – Joonas Kokkonen, fiński kompozytor (zm. 1996)
- 17 listopada – Mieczysław Tomaszewski, polski muzykolog, teoretyk, estetyk muzyki, kawaler Orderu Orła Białego (zm. 2019)
- 19 listopada – Géza Anda, szwajcarski pianista i pedagog pochodzenia węgierskiego (zm. 1976)
- 22 listopada – Rodney Dangerfield, amerykański stand-upowiec, aktor, scenarzysta, producent (zm. 2004)
- 23 listopada – Fred Buscaglione, włoski piosenkarz, muzyk, autor tekstów i aktor (zm. 1960)
- 3 grudnia – Phyllis Curtin, amerykańska śpiewaczka operowa (sopran) (zm. 2016)
- 4 grudnia – Deanna Durbin, kanadyjska aktorka i piosenkarka (zm. 2013)
- 12 grudnia – Toni Blankenheim, niemiecki śpiewak operowy (baryton) (zm. 2012)
- 15 grudnia – Alan Freed, amerykański DJ, dziennikarz radiowy (zm. 1965)
- 21 grudnia – Luigi Creatore, amerykański autor piosenek i reżyser dźwięku (zm. 2015)
- 24 grudnia – Stanisław Renz, polski dyrygent, kompozytor, pianista i muzykolog (zm. 1993)
- 27 grudnia – John Whitworth, angielski śpiewak (kontratenor), organista i pedagog (zm. 2013)
- 28 grudnia – Johnny Otis, amerykański piosenkarz (zm. 2012)

Data dzienna nieznana
- Piotr Przyboś, polski skrzypek, akordeonista (zm. 2007)

## Zmarli
- 23 stycznia
  - Mykoła Łeontowycz, ukraiński kompozytor, folklorysta, dyrygent, pedagog (ur. 1877)
  - Władysław Żeleński, polski kompozytor, pianista, organista, pedagog (ur. 1837)
- 2 marca – Henryk Pachulski, polski kompozytor i pianista, profesor (ur. 1859)
- 24 marca – Déodat de Séverac, francuski kompozytor (ur. 1872)
- 5 kwietnia
  - Alphons Diepenbrock, holenderski kompozytor (ur. 1862)
  - Gustaw Roguski, polski kompozytor i pedagog muzyczny (ur. 1839)
- 2 sierpnia – Enrico Caruso, włoski śpiewak operowy (tenor) (ur. 1873)
- 5 września – Józef Mann, polski śpiewak operowy, doktor nauk prawnych, sędzia (ur. 1883)
- 27 września
  - Zdzisław Birnbaum, polski skrzypek, kompozytor i dyrygent pochodzenia żydowskiego (ur. 1878)
  - Engelbert Humperdinck, niemiecki kompozytor (ur. 1854)
- 22 listopada – Christine Nilsson, szwedzka śpiewaczka operowa (sopran) (ur. 1843)
- 29 listopada – Ivan Caryll, belgijski kompozytor operetek (ur. 1861)
- 16 grudnia – Camille Saint-Saëns, francuski kompozytor i wirtuoz fortepianu i organów, również dyrygent (ur. 1835)
- 25 grudnia – Hans Huber, szwajcarski kompozytor muzyki klasycznej (ur. 1852)